# The Kid from Brooklyn
The Kid from Brooklyn is een Amerikaanse filmkomedie uit 1946 onder regie van Norman Z. McLeod. Destijds werd de film in Nederland uitgebracht onder de titel De kampioen melkboer.

## Verhaal
Burleigh is een melkboer uit Brooklyn. Hij en zijn zus Susie worden lastiggevallen door een dronken bokser en zijn lijfwacht. Burleigh ontwijkt een klap en daardoor slaan de bokser en zijn lijfwacht elkaar per ongeluk bewusteloos. Op die manier krijgt Burleigh in de dagbladpers de reputatie van een bokskampioen.

## Rolverdeling
| Acteur         | Personage                |
| -------------- | ------------------------ |
| Danny Kaye     | Burleigh Sullivan        |
| Virginia Mayo  | Polly Pringle            |
| Vera-Ellen     | Susie Sullivan           |
| Steve Cochran  | Speed McFarlane          |
| Eve Arden      | Ann Westley              |
| Walter Abel    | Gabby Sloan              |
| Lionel Stander | Spider Schultz           |
| Fay Bainter    | Mevrouw Winthrop LeMoyne |
| Clarence Kolb  | Mijnheer Austin          |
| Victor Cutler  | Fotograaf                |
| Charles Cane   | Willard                  |
| Jerome Cowan   | Bokscommentator          |
| Don Wilson     | Radio-omroeper           |
| Knox Manning   | Radio-omroeper           |